# Adam Walczak (partyzant)
Adam Walczak ps. „Nietoperz” (ur. 21 października 1915 w Berlinie, zm. 3 kwietnia 2003 w Gdańsku) – oficer piechoty Wojska Polskiego i Armii Krajowej, kawaler Orderu Virtuti Militari.

## Życiorys
Urodził się w rodzinie Leona i Marii z Jankowiaków. W 1919 roku razem z rodzicami wrócił do Polski. W 1925 roku wstąpił do harcerstwa.
Od 20 września 1935 roku szkolił się na Dywizyjnym Kursie Podchorążych Rezerwy 4 DP przy 67 pułku piechoty w Brodnicy. Od 1 października 1936 roku uczył się w Szkole Podchorążych Piechoty w Komorowie. Ukończył ją w październiku 1938 roku i otrzymał przydział do 77 pułku piechoty w Lidzie.
W szeregach tego pułku walczył w kampanii wrześniowej 1939 roku. Po kampanii wrześniowej  internowany w Birsztanach. Z obozu dla internowanych uciekł i rozpoczął działalność w Służbie Zwycięstwu Polski. W lipcu 1942 roku został aresztowany. Po raz kolejny uciekł z transportu i zameldował się do służby w Komendzie Okręgu Wilno AK. Został komendantem Obwodu Oszmiana – Południe. W Rakowie zorganizował oddział partyzancki i w lutym 1944 roku wymaszerował w pole. „Grupę Dąb” przeformowano w 13 Brygadę AK, a dowództwo nad nią objął „Nietoperz”.
W lipcu 1944 roku na czele brygady walczył o Wilno. Uniknął rozbrojenia przez NKWD i na czele swojego oddziału przebił się do Puszczy Rudnickiej, a następnie do Puszczy Nackiej, gdzie rozwiązał 13 Brygadę. W styczniu 1945 roku wyjechał do Białegostoku i dalej  do Torunia. Był poszukiwany przez Urząd Bezpieczeństwa. Wielokrotnie zmieniał miejsca pobytu.
W 1978 roku przeszedł na emeryturę. Napisał monografię 13 Mołodeczańskiej Brygady Armii Krajowej.  W 1993 roku został wybrany do Rady Naczelnej Światowego Związku Żołnierzy Armii Krajowej.

## Awanse
- podporucznik – 1938
- porucznik – 1942
- kapitan  - 1944
- major - 21 lipca 1999
- podpułkownik - 20 września 1999

## Ordery i odznaczenia
Pierwotny wykaz orderów i odznaczeń podano za: Danuta Szyksznian  Jak dopalał się ogień biwaku. s. 456
- Srebrny Krzyż Virtuti Militari - 14 lipca 1944
- Krzyż Kawalerski Orderu Odrodzenia Polski
- Krzyż Walecznych[a]
- Krzyż Partyzancki
- Krzyż Armii Krajowej
- Krzyż Kampanii Wrześniowej
- Medal Zwycięstwa i Wolności
- Brązowy Medal za Zasługi dla Obronności Kraju